# Libpurple
 (octobre 2012).
Si vous disposez d'ouvrages ou d'articles de référence ou si vous connaissez des sites web de qualité traitant du thème abordé ici, merci de compléter l'article en donnant les références utiles à sa vérifiabilité et en les liant à la section « Notes et références ».
libpurple (ex libgaim) est le nom de la bibliothèque libre de communication par messagerie instantanée créée par Pidgin et écrite en C. Elle est disponible selon les termes de la licence GNU GPL et utilisée par de nombreux autres logiciels dont Adium, Empathy, Fire, Instantbird, Meebo, Proteus et QuteCom. Libpurple a été obtenue grâce au refactoring et à la séparation de l'interface utilisateur de la partie du code gérant l'interface avec les autres messageries.
libpurple supporte les protocoles XMPP (Jabber), IRC, SILC, SIP, Bonjour (Zeroconf), AIM, Gadu-Gadu, ICQ, MSN, Yahoo! IM et Zephyr.